# ایدابهاوی
ایدابهاوی (به انگلیسی: Aidbhavi) یک منطقهٔ مسکونی در هند است که در کارناتاکا واقع شده‌است.